# Molobratia pekinensis
Molobratia pekinensis är en tvåvingeart som först beskrevs av Jacques-Marie-Frangile Bigot 1878.  Molobratia pekinensis ingår i släktet Molobratia och familjen rovflugor. Inga underarter finns listade i Catalogue of Life.